# پاواگادا
پاواگادا (به انگلیسی: Pavagada) یک منطقهٔ مسکونی در هند است که در بخش تومکور واقع شده‌است. پاواگادا ۲۸٬۴۸۶ نفر جمعیت دارد و ۸۴۶ متر بالاتر از سطح دریا واقع شده‌است.